# Soupe au lait d'automne

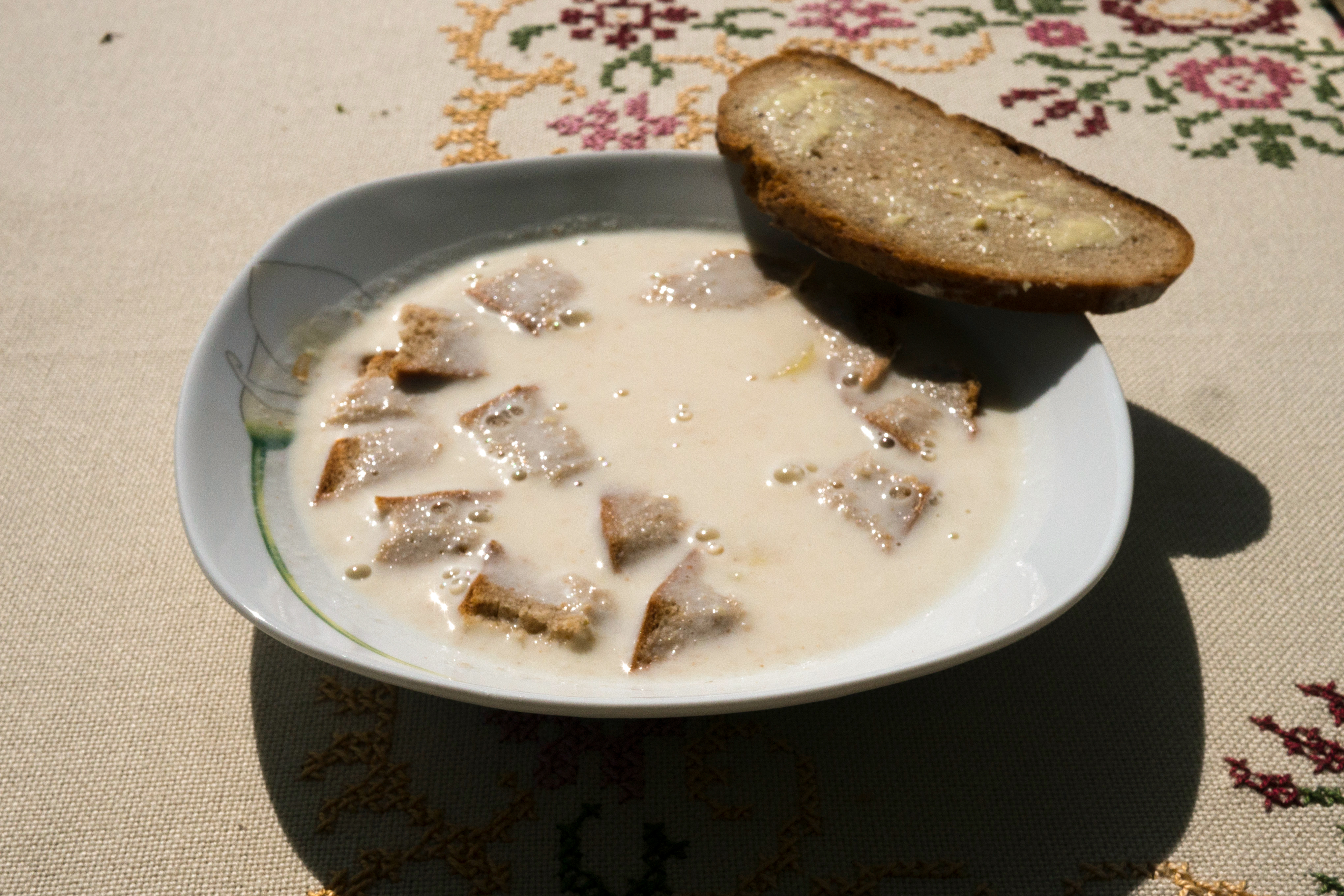
La soupe au lait d'automne ou soupe aigre est appréciée avec du pain rassis.

La soupe au lait d'automne (Herbstmilchsuppe, également Hirgstmillisuppn ou Herbstsuppe) est une soupe de la cuisine bavaroise faite de lait caillé.

## Composition
La soupe au lait d'automne est un vieux plat fermier. À une époque où il n'y avait toujours pas d'options de refroidissement, le lait frais était collecté sous forme de «lait d'automne» (Hirgstmilli) dans des barriques de bois au début de l'automne et stocké dans la cave. Le lait devenait aigre, prenait une consistance épaisse et pouvait donc être conservé pendant l'hiver. La couche fermentée supérieure était temporairement retirée et remplacée par du lait frais ou congelé, qui était ensuite remué à nouveau. Les fermières pouvaient aussi ajouter des raisins pour favoriser la fermentation et adoucir le goût acide.
Le lait caillé était mélangé à de la farine, puis versé dans de l'eau bouillante et salé. On utilisait rarement du lait entier, du fromage fermier ou du babeurre à la place du lait aigre. Ceux qui pouvaient se le permettre ajoutaient de la crème. La soupe était consommée chaude ou froide pour le petit déjeuner et le dîner. On y mettait en plus des pommes de terre ou du pain. 

## Histoire
L'on peut trouver une première recette pour la préparation du lait d'automne dans le Kochbüchlein von guter Speise (Petit livre de cuisine de bonne nourriture) de la maison et pharmacopée de Mühldorf, qui a été écrite entre 1445 et 1470 dans la vallée de l'Inn en Bavière,. Christoph Wirsung décrit d'autres instructions dans son Artzney Buch de 1568. Une édition de l'ouvrage en plusieurs volumes Œconomia ruralis et domestica de Johannes Coler de 1645 explique comment faire et préparer le lait d'automne. 
Une brochure à propos d'agriculture et d'art ménager de 1785 relate que les paysans mangeaient une soupe au lait sucré ou aigre au petit-déjeuner. Les deux variantes étaient mélangées avec de l'eau et du pain pour être servies comme soupe. Dans la Forêt de Bavière, la soupe était consommée pour le repas du soir qui était servi vers 18 heures et elle était enrichie avec des pommes de terre. En revanche, dans l'Oberamt (district) d'Aalen, une description de 1854 remarque que le lait aigre aux topinambours n'y était consommé que l'après-midi, tandis que le lait sucré était servi le soir. Il y est dit aussi que ce plat était un aliment très courant des pauvres. 
Cette soupe était encore fort courante dans la première moitié du XXe siècle. Par exemple, la fermière et femme de lettres de Basse-Bavière, Anna Wimschneider, a choisi ce plat comme titre pour son autobiographie Herbstmilch - Lebenserinnerungen einer Farmerin (La Soupe d'automne, souvenirs de la vie d'une fermière) et décrit comment on la préparait dans les années 1940.

## Soupes apparentées
Une soupe similaire est connue en Bavière sous le nom de soupe aigre (saure Suppe) et dans la cuisine autrichienne comme Stosuppe. Le goût est plus doux avec cette variante, car la soupe est à base de lait fraîchement caillé. La soupe autrichienne Schottsuppe, Schottensuppe, Schodsuppe, Kassuppen ou soupe de chèvre, est préparée à partir du caillé de babeurre bouilli qui a été laissé par la production de beurre.

## Source de la traduction
- (de) Cet article est partiellement ou en totalité issu de l’article de Wikipédia en allemand intitulé « Herbstmilchsuppe » (voir la liste des auteurs).